# Maniyur, Nagamangala
Maniyur là một làng thuộc tehsil Nagamangala, huyện Mandya, bang Karnataka, Ấn Độ.